# Ruža Jovanović
Ruža Jovanović, srbska zdravnica, udeleženka revolucije v 2. svetovni vojni, * 18. december 1904, Bajmok pri Subotici, Avstro-Ogrska, † 7. julij 1943, Jajici.
Ruža Jovanović je delala v Centralnem sanitarnem inštitutu v Beogradu, potem pa v Splošni državni bolnišnici. Ko se je vojna začela, je Ruža organizirala bolnišniške tečaje, pošiljala partizanom zdravila in material. Tudi je sodelovala s komunisti. Bila je aretirana 4. 8. 1942 in poslana v taborišče na Banjici v Beogradu. Tam so jo ustrelili 14. maja 1943.